# ПЗЛ.37 Лос
ПЗЛ 37 ЛОС (пољ. PZL.37 Łoś) је био пољски бомбардер из периода Другог светског рата. Први лет је изведен 1936. Авион је био наоружан са 2 митраљеза, а носио је терет бомби од 4 тоне. Један примерак авиона пзл 37 лос стоји у музеју пољског ратног ваздухопловства.